# Karmazynowy pirat
Karmazynowy pirat (ang. The Crimson Pirate) – amerykański komediowy film płaszcza i szpady w reżyserii Roberta Siodmaka z 1952 roku. Ostatni amerykański film reżyserowany przez Siodmaka.

## Opis fabuły
Na Karaibach pod koniec XVIII wieku piracki kapitan Vallo, zwany Karmazynowym Piratem, podstępem zdobywa hiszpański galeon zawierający spory zapas broni i amunicji. Pasażerem jest specjalny wysłannik hiszpańskiego króla – baron Gruda, który doprowadził do powieszenia wielu piratów. Jest w drodze na wyspę Cobra, aby stłumić rebelię, której przywódcą jest El Libre. Gruda i Vallo dochodzą do porozumienia – piraci uwolnią barona i jego załogę, ale zatrzymają okręt. W zamian złapią El Libre’a i przyprowadzą go do barona za pokaźną nagrodę.
Vallo, widząc uzbrojenie statku, początkowo postanawia sprzedać te dobra rebeliantom buntującym się przeciwko hiszpańskim rządom na Karaibach. Vallo i Ojo, jego niemy porucznik zamierzają wkupić się w ich łaski wszczynając burdę z żołnierzami. Ukrywa ich rybak irlandzkiego pochodzenia Pablo Murphy, jeden z zwolenników El Libre’a Jednak rebelianci traktują piratów nieufnie. Wyjątkiem jest córka El Libre – Cosuelo, która informuje kapitana, że jej ojciec przebywa w hiszpańskim więzieniu na wyspie San Perot. Obiecuje pieniądze w zamian za pomoc w jego uwolnieniu. Kapitan postanawia odbić go, a następnie zdradzić i sprzedać Hiszpanom. Jednak zakochuje się w pięknej córce El Libre’a.
Dotarłszy na San Perot, Vallo i jego załoga podszywający się pod Grudę i jego asystę udaje się na przyjęcie na cześć barona wystawione przez pułkownika tutejszego garnizonu. Okazuje się, że ma zostać przeprowadzona egzekucja na El Libre z polecenia gubernatora Cobry. Zostaje wyprowadzony El Libre, jak i konspirujący z nim profesor Prudence, naukowiec o wywrotowych ideach. Vallo nakazuje ich wydanie mu. Sytuacja robi się niebezpieczna, kiedy Vallo i Ojo rozpoznają wśród tancerek kobietę, którą niegdyś trzymali dla okupu. Gdy kobieta wykrzykuje, że obecny jest Karmazynowy Pirat, korzystając z zamieszania Vallo i jego kompani uciekają z El Libre’em i Prudence’em, nim ktokolwiek zorientuje się ich prawdziwej tożsamości.
Z powrotem na okręcie Humble Bellows, oficer pokładowy Valla zdradza jego prawdziwe zamiary co do zakładników. Consuelo jest wściekła, ale Vallo który zdążył zmienić swoje nastawienie, obiecuje jej nie tylko wydać broń rebeliantom, jak i puścić wolno zakładników. Gdy piraci zbliżają się do Cobry, Bellows nie chcąc stracić okazji do zarobku, w sekrecie informuje o wszystkim Grudę. Czekający strażnicy Grudy zabijają El Libre i uprowadzają Consuelę. Pod zarzutem naruszenia kodeksu pirackiego Vallo zostaje pozbawiony funkcji kapitana i dowództwo przejmuje Bellows. Gruda porzuca Valla, Oję i Prudence’a przykutych do łodzi, a piratom obiecuje zapłatę. W rzeczywistości upija piratów i ich więzi z pomocą wojsk gubernatora.
Vallo i jego towarzyszom udaje się przeżyć i dotrzeć na brzeg, gdy Prudence wykorzystuje zasady fizyki w celu jego planów zbudowania łodzi podwodnej. Na Cobrze Gruda zmusza Consuelę do poślubienia gubernatora, by wymóc na stłumionych rebeliantach posłuszeństwo wobec króla. Rozkazuje im też obowiązkową obecność na ślubie i jako prezent dostarczenie w krótkim czasie dużych zapasów zboża do królewskich magazynów. Vallo chce uratować Consuelę, ale Prudence proponuje zdobycie wsparcia u ludności. By zyskać przewagę nad wyszkolonymi oddziałami żołnierzy, w tajemnicy budują z rebeliantami najnowocześniejsze wynalazki. Gdy odbywa się ślub Consueli z gubernatorem, z magazynu przeznaczonym na zboże wyłania się nowoczesna broń pokonująca wojsko, jak i balon bombardujący fortecę gubernatorską, obalając tym samym rządy gubernatora na wyspie.
Gruda zabiera Consuelę na swój statek, a za nimi podążają Vallo i Ojo na pokładzie balonu. Korzystając z ostatniego ładunku wybuchowego odbijają swój okręt i zniewolonych piratów. Gruda widząc zbliżający się statek piratów, spodziewa się bitwy morskiej. W rzeczywistości piraci sekretnie opuszczają okręt, by uśpić czujność wroga. Baron wysadza piracki okręt ze sterującym Bellowsem, który chce odkupić winy. Gdy marynarze świętują wygraną, piraci z zaskoczenia zaczynają abordaż. Gruda widząc przewagę piratów chce dopaść Consuelę, która ucieka przed nim na omasztowanie. Vallo spieszy się jej na ratunek. Gruda chce go zrzucić z odległości, ale doświadczony Vallo zachowuje równowagę i to Gruda ginie spadając z wysokości. Po wygranej bitwie przybywa Prudence w skonstruowanej przez siebie łodzi podwodnej, niezadowolony że ominęła go cała akcja. Gdy piraci świętują na zdobytym statku, powyżej Vallo i Consuelo namiętnie się całują.

## Obsada
Opracowano na podstawie materiału źródłowego:
- Burt Lancaster jako kapitan Vallo / Karmazynowy Pirat
- Nick Cravat jako Ojo
- Eva Bartok jako Consuelo
- Torin Thatcher jako Humble Bellows
- James Hayter jako profesor Prudence
- Leslie Bradley jako baron Jose Gruda
- Margot Grahame jako Bianca
- Noel Purcell jako Pablo Murphy
- Frederick Leister jako El Libre / Sebastian
- Eliot Makeham jako gubernator
- Christopher Lee jako Joseph
- Frank Pettingell jako pułkownik
- Dagmar Wynter jako La Signorita
- John Chandos jako Stub Ear
- Ewan Roberts jako Claw Paw
- Charles Farrell jako Poison Paul
- Derek Tansley jako Patch Eye

## Produkcja
Karmazynowy pirat był drugim po Płomieniu i strzale (1950) scenariuszem Waldo Salta do filmu płaszcza i szpady produkcji wytwórni filmowej Norma Productions założonej przez Burta Lancastera i Harolda Hechta. Jednak, gdy w 1951 roku Salt trafił na czarną listę Hollywood po tym, jak odmówił składania zeznań przed Komisją ds. Badania Działalności Antyamerykańskiej, Hecht zmuszony był zmienić scenariusz. Pilne zlecenie na poprawki otrzymał Ronald Kibbee, który sam nie był całkowicie wolny od podejrzeń o bycie komunistą w oczach komisji. Wedle słów Christophera Lee scenariusz był poważny, ale reżyser Robert Siodmak, w ciągu czterdziestu ośmiu godzin przeanalizował materiał i przekształcił go w komedię: „Była to jak przygoda rodem z Boy’s Own Paper, z tą różnicą, że występowała w niej Eva Bartok”.
Zdjęcia plenerowe z Karaibów miały być kręcone na wyspie Ischia i w jej okolicach, w Zatoce Neapolitańskiej niedaleko Capri, od czerwca do września 1951 roku. Zdjęcia wnętrz planowano zakończyć w ciągu kolejnych dwóch miesięcy w bazie Warner Bros. w Teddington Studios oraz w brytyjskim Associated British Elstree Studios. Choć wcześniej realizowano już zdjęcia poza Hollywood, to nie na taką skalę, jak miało to miejsce w latach 50. Koszty produkcji i praca były tańsze za granicą, a wojna pozostawiła zamrożone rezerwy finansowe, które można było wydać tylko poza granicami Stanach Zjednoczonych, w krajach takich jak Wielka Brytania. Był to pierwszy film operatora filmowego Otto Hellera kręcony w kolorze. 
Produkcja natknęła się na problemy. Ischia była zacofanym miejscem pozbawionym dostępu do transportu komunikacji i telefonii. Większość statystów była Włochami nieznającymi angielskiego, co zmuszało Siodmaka do częstego trzykrotnie Cisza! w językach angielskim, włoskim i francuskim. Sceny kręcone na statkach były utrudnione z powodu warunków przyrodniczych i ekipę filmowa nawiedzała choroba morska. Siodmak i finansująca wytwórnia filmowa Warner Bros. uwikłali się w gorzką walkę o dominację z Lancasterem i Hechtem. Scenariusz Salta, który Siodmak zgodził się reżyserować, praktycznie zniknął, zastąpiony niedokończoną fabułą zmieniającą się z dnia na dzień. 2 sierpnia Hecht wysłał depeszę do Steve’a Trillinga, dyrektora produkcji w Warner Bros. po odejściu Hala Wallisa: „BURT BARDZO ZNIECHĘCONY.” Do 28 sierpnia do scenariusza dodano dwadzieścia cztery strony i dziewięćdziesiąt cztery sceny, co zwiększyło budżet z 1,25 miliona dolarów do 1,75 miliona i zagroziło zarówno wymogom kwotowym (80 procent kosztów pracy musiało być wypłacanych brytyjskim obywatelom, aby spełnić warunki dotyczące „zamrożonych funtów”), jak i rentowności całego filmu. 
Hecht twierdził, że Siodmak robił po dwa ujęcia na każdą konfigurację kamery. Pojawiały się doniesienia, wedle których m.in. rzekomo Lancaster oddawał mocz na widoku wszystkich, jednocześnie wydając rozkazy ekipie. Trilling wysłał pilną depeszę na Ischię, żądając, by Hecht przywrócił oryginalny scenariusz i pozwolił Siodmakowi normalnie pracować. Depeszę zakończył błagalnym apelem: „NA MIŁOŚĆ BOSKĄ, CHŁOPCY, PIRAT TO PROBLEM NAS WSZYSTKICH, ZMIERZCIE SIĘ Z NIM!”. Kiedy Hecht zagroził pozwem dywersyjnym dotyczącym rzekomych błędów księgowych studia przy produkcji Płomienia i strzały i zaczął we wrześniu wysyłać długie depesze uzasadniające wszystkie dodatkowe wydatki jako elementy wyższej jakości produkcji, Trilling zdał sobie sprawę, że ma do czynienia z nowym rodzajem problemu, który zaczął nazywać „Hechtomanią.”.
Gerry Blattner zasugerował Trillingowi, aby studio już teraz zaczęło podejmować środki ostrożności, by nigdy więcej nie znaleźć się w podobnej sytuacji z Hechtem i Lancasterem. Siodmak szczególnie źle znosił pracę z Lancasterem. Wspominał, że wielokrotnie, gdy uważał scenę za zakończoną, on nalegał na kolejne zbliżenia, co praktycznie wymagało ponownego nakręcenia sceny. Reżyser nie odmawiał mu pewnej inteligencji i zmysłu widowiskowego, jak i ciężkiej pracy, jednak był zdania że etos pracy Lancastera opiera się na „przerażającej, samolubnej i egocentrycznej osobowości”.
Siodmak powiedział Lancasterowi, że nawet za milion dolarów nigdy więcej nie zgodziłby się go reżyserować. Siodmak napisał następnie list do Trillinga, który był pożegnaniem z Hollywood; reżyser wkrótce potem przeniósł się do rodzinnych Niemiec. Po opisaniu tego, co uważał za całkowite podporządkowanie Hechta Lancasterowi, Siodmak opisał w gorzkich słowach Lancastera:

Burt Lancaster przeszedł taką zmianę [od czasów Zabójców], że nie mogę już uważać go za normalnego. Jego całkowity brak szacunku dla innych, wybuchy złości, język — tak wulgarny, że angielska ekipa napisała do niego otwarty list pewnego dnia... Myślę, że cierpi na megalomanię i musi być psychicznie chory — inaczej nie dałoby się wytłumaczyć jego zachowania. Zadeklarował się ostatecznym i niekwestionowanym sędzią w sprawach scenariusza, kostiumów, makijażu i gry aktorskiej i żądał wyjaśnienia każdego ustawienia kamery, bo jeśli czegoś nie zaakceptował, nie chciał tego robić i groził natychmiastowym zwolnieniem mnie. (...) A ponieważ posiada dużą część zysków, jest całkowicie nieczuły na koszty... Jest absolutnym panem całej sytuacji i nikt nie był, ani nie jest w stanie sobie z nim poradzić.

Kate Buford w biografii Burt Lancaster: An American Life (2000) sugerowała, że agresywne zachowanie Lancastera na planie Karmazynowego pirata mogło mieć pochodzenie w życiu osobistym. W trakcie jego konfliktów z Siodmakiem i Trillingiem, na początku lipca jego druga żona, Norma Anderson, urodziła w Los Angeles czwarte dziecko pary – Joannę Mari. Podobno dziewczynka przyszła na świat z deformacją stopy podobną do tej, którą miał drugi syn Lancastera, Jimmy, jednak tym razem zdecydowano się nie podejmować żadnych działań i poczekać, czy problem sam się nie rozwiąże. Kiedy Norma doszła do siebie na tyle, by podróżować, zostawiła noworodka pod opieką swojej szwagierki Ruth, i zabrała pozostałe dzieci do Włoch, by dołączyć do męża. Lancaster zobaczył swoją nową córkę dopiero, gdy miała prawie sześć lat. Najstarszy syn pary, Billy przyjechał w ortezach na nogach i o kulach. Lekarz polecił jego rodzicom, aby nie podbiegali do niego, gdy upadnie, ale pozwolili mu samemu się podnieść, aby wzmocnił mięśnie nóg. Trzyletni chłopiec często upadał, z trudem podnosząc się i niezdarnie kuśtykając, by dołączyć do reszty rodziny. Burt i Norma często płakali, patrząc na to. Dodatkowo kończył się romans Lancastera z Shelley Winters, który powodował poważne rozważenie separacji z Anderson.

## Wydanie
Premiera Karmazynowego Pirata odbyła się 27 września 1952 roku.
W Polsce film był wyświetlany w kinach w lipcu 1962 roku wraz z polskim reportażem „Spotkali się w Hawanie” (1962) Jerzego Hoffmana i Edwarda Skórzewskiego.

## Odbiór
W Stanach Zjednoczonych otrzymał pozytywne oceny. „The Hollywood Reporter” opisał film jako „rozbrykaną, całkowicie druzgocącą satyrę na filmy o piratach-awanturnikach... [To] pełna radości, pełna akcji romantyczna parodia”. „Monthly Film Bulletin” nazwał Karmazynowego pirata „filmem płaszcza i szpady, który kończy wszystkie filmy tego gatunku” i stwierdził, że „żarty są równie nieskomplikowane jak przygody, a połączenie przemocy i slapsticku dostarcza całkiem niezłej zabawy”. Z kolei „Newsweek” napisał, że film to „wspaniały chaos pełen oszałamiającej brawury i morskich intryg, który nie wymaga żadnego wyjaśnienia poza swoim fizycznym oddziaływaniem”. Pauline Kael określiła film jako hołd do Czarnego pirata (1926).
Jan Olszewski na łamach „Filmu” dał pozytywną recenzję. Chwalił Karmazynowego pirata za kpiarską konwencję z kina przygodowego, a także spełnienie wszystkich wymagań gatunku. Pisał, że „odczuwa się w nim jakiś specyficzny nastrój swobody i niefrasobliwości, który we współczesnych filmach kostiumowych pojawia się rzadko”.
W związku z popularnością Karmazynowego pirata, w 1980 roku Lancaster planował kontynuację Jolly Roger, Son of the Crimson Pirate.